# ヴェストファーレン

ヴェストファーレンの地図。
緑はヴェストファーレン王国（1806年 - 1813年）、
赤はプロイセン領ヴェストファーレン州（1815年 - 1946年）、
灰色はノルトライン＝ヴェストファーレン州（1946年以降）。

ヴェストファーレン（ドイツ語: Westfalen [vɛstˈfaːlən]、低地ドイツ語: Westfalen [vεs(t)'fɔːln̩]）は、ドイツのドルトムント、ミュンスター、ビーレフェルト、オスナブリュックを中心とした地域である。ウェストファリア（ラテン語・英語: Westphalia, [wɛstˈfeɪliə]）とも呼ぶ。ノルトライン＝ヴェストファーレン州およびニーダーザクセン州に跨る、ライン川とヴェーザー川の間にある。ヴェストファーレンの境界は時代により異なり、一意に境界を策定できないため、面積や人口などのデータは非常に異なる。面積は16,000から22,000km2に及び、人口は430万人から800万人である。
もともと、神聖ローマ皇帝フリードリヒ1世バルバロッサによって公爵領に格上げされるまで、ヴェストファーレンはザクセン公領の一部で、リッペ川の南の小さな地域だけであった。その前身は、古代末から中世初頭にかけてザクセン人を構成した4支族のひとつ、ヴェストファーレン支族の版図にまで遡ることができる。1807年から1813年まで、ナポレオンの従属国であったヴェストファーレン王国があった。その後、ヴェストファーレンはプロイセン王国の州になった。